# La Chasse au loup
La Chasse au loup est un tableau réalisé en 1725 par le peintre français Alexandre-François Desportes. De format carré, cette huile sur toile représente une meute d'une dizaine de chiens courants assaillant un loup, au terme d'une chasse à courre. Montrant l'animal aux abois presque terrassé, la scène se déroule entre deux arbres, devant un escarpement laissant apparaître un paysage très lointain.
Peinte pour le château de Vilgénis, une propriété de Claude Glucq des Gobelins à Massy, l'œuvre est conservée au musée des Beaux-Arts de Rennes, à Rennes.

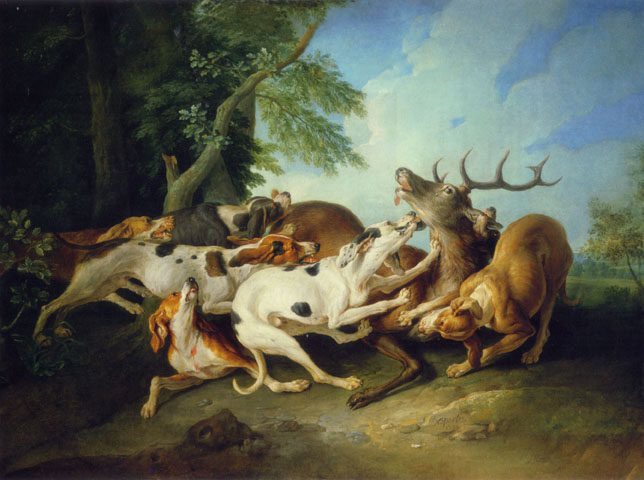
Cerf aux abois, 1729 – Musée de l'Histoire de France, Versailles.